# Nesrine Belmokh
Nesrine Belmokh (* 1982 in Douai, Frankreich), die in ihrer Solokarriere auch unter dem Künstlernamen Nes auftritt, ist eine französische Cellistin und Sängerin mit algerischen Wurzeln, die vor allem mit eigenen weltmusikalischen Programmen bekannt wurde.

## Leben und Wirken
Belmokh wuchs in Frankreich als Tochter algerischer Eltern auf und studierte klassisches Cello in Marseille, Lyon und Genf. Lorin Maazel holte sie in das von ihm geleitete Orchester der Oper Valencia. Dort arbeitete sie unter einen eng mit Placido Domingo und blieb acht Jahre. Daniel Barenboim lud sie überdies in einen Workshop für sein West-Eastern Divan Orchestra ein. Neben ihrer Tätigkeit als Interpretin klassischer Musik wirkte sie in einem Programms des Cirque du Soleil mit. In ihren eigenen Kompositionen integriert sie kulturelle Elemente aus der algerischen Heimat ihrer Familie, dem Land ihrer Kindheit und Jugend (Frankreich) und ihrer langjährigen Wahlheimat Valencia. 
Dann kündigte Belmokh ihren Orchestervertrag, um als Interpretin ihrer eigenen Lieder aufzutreten. 2015 gründete Belmokh mit ihrem Kollegen Matthieu Saglio und dem Perkussionisten David Gadea das Trio Nes. Ihr 2018 auf dem Label ACT erschienenes Debütalbum „Ahlam“ (arabisch für „Träume“) mit dem Trio Nes hielt sich über Monate an der Spitze der Kritiker-Bestenliste der World Music Charts Europe. In der Folge tourte Belmokh in Spanien, Deutschland, Österreich und der Schweiz, Frankreich, Großbritannien, den Niederlanden, der Türkei und Rumänien, trat im Fernsehen auf und erhielt positive Kritiken von Le Monde, The Guardian, Süddeutsche Zeitung und der Frankfurter Allgemeinen Zeitung. 
2020 folgte das Soloalbum Nesrine, wiederum mit eigenen Stücken. Belmokh ist auch auf Alben von Jean-Sébastien Simonoviez (unter anderem im Streichquartett Quatuor Opus 33), mit der Jazzrausch Bigband auf téchne und mit Nils Landgren (ein Titel auf 3 Generations) zu hören. Mittlerweile lebt sie in Paris.

## Diskographische Hinweise
- Ahlam (ACT 2018, mit Matthieu Saglio, David Gadea)[5]
- Verschiedene Künstler: Jazz at Berlin Philharmonic X: East West (ACT 2020, mit Matthieu Saglio, David Gadea, Nguyên Lê sowie Black String, Majid Bekkas)[6]
- Nesrine (ACT 2020, mit David Gadea, Vicente Mascarell Miñana, Swaeli Mbappé)[7]

- Live at Cello Biënnale Amsterdam (ACT 2024, Nesrine & Metropole Orkest)[8]
- Kan Ya Makan (Once upon a time) (ACT 2024, mit Vincent Huma, Grégoire Musso, Anissa Nehari, Rhani Krija, Paco Soler)[9]